# Frihandel
Frihandel betegner ambitionen om en handelspolitik uden begrænsninger på handel mellem forskellige lande, hverken toldrestriktioner, kvoter eller støtteordninger. Lande, som ønsker at opbygge eller beskytte en industri eller sektor, vil ofte begrænse import eller støtte produktionen. Dette defineres ofte som protektionisme. Dertil kommer andre mere historiske handelsrestriktioner så som købstadsrettigheder og handelsprivilegier, hvor alene dele af samfundet var tilladt at handle. Teorien er at hvis man har frihandel, vil markedet lade prisen afspejle udbud og efterspørgsel, og produktionen vil finde sted der hvor produktionsforholdene er bedst for den enkelte vare. Dette betegnes også den komparative fordel, som Adam Smith nævnte i sin bog The Wealth of Nations i 1776 og videreudviklet af David Ricardo i hans 1817 bog On the Principles of Political Economy and Taxation.
Begrebet frihandel blev primært udviklet i England, som en reaktion mod merkantilismen, der opstod, da landet var førende i industrialiseringen. Ricardos analyserede importforbuddet for korn til England i slutningen af 1700-tallet, som han mente var til stor skade for industrien og dermed også for økonomiens totale vækstkraft. Årsagen var et behov for import af fødevarer kombineret med et ønske om at afsætte engelske varer i Europa.
Blandt nationaløkonomer har der siden har været konsensus om at hindringer for handel altid er dårligt for alle indblandede økonomier på et teoretisk og ideelt plan. Men så længe begrænsningerne på handel tjener ens egne interesser, eller skabet et monopol eller et duopol til fordel for ens selv er de fleste lande villige til at acceptere begrænsninger på frihandel. En forklaring kan også findes med public choice-teorien om at gevinsterne ved frihandel er små og spredt ud på mange aktører, mens de sektorer, der tjener på begrænsningerne er få, bedre organiserede og har mulighed for at påvirke den politiske proces til fordel for dem selv.
Den teoretiske fordel ved frihandel, som angivet af Ricardo er, at det enkelte lande kan producere de varer, det har lavest mulige omkostninger med at producere. Således øger frihandelen effektiviteten og skaber en arbejdsdeling mellem landene. Ulempen er, at konjunkturudsving let spreder sig fra land til land samt at de enkelte landes regeringer har begrænsede muligheder for at kontrollere landets økonomiske udvikling. Samtidig vil frihandel kunne accelerere den indkomstmæssige ulighed i de forskellige lande.
Særligt i tiden op mod 1. verdenskrig vandt frihandlen frem, mens selve krigen afstedkom et sammenbrud for systemet. Der blev dog gjort forsøg på at genetablere det i 1920'erne, men som følge af den økonomiske krise fra 1929, blev der indført hindringer for den frie handel i from af reguleringer af udenrigshandlen. Også efter 2. verdenskrig var der i de fleste lande reguleringer af udenrigshandlen, men i efterkrigsårene blev der gennemført flere tiltag for at genetablere frihandlen. Den internationale økonomiske organisation OECD forpligtede sine medlemslande til at fjerne handelsbarriererne.
Visse områder med ens vilkår har undertiden etableret toldunioner, hvor told og andre reguleringer ikke eksisterer indenfor unionen, men hvor der opkræves en fælles toldsats over for landene udenfor unionen. I Europa har der inden EF og EU været EFTA, som Danmark deltog i frem til indtræden i Det Europæiske Økonomiske Fællesskab i 1973. EF etablerede et indre marked uden restriktioner eller forskelsbehandling på handle med varer i dette tilfælde mellem medlemslandene. Da der er stærke interesser for at bevare beskyttelse af nationale sektorer, derfor er det et kontinuerligt arbejde på at sikre at der ikke der disproportionale restriktioner på handlen mellem EU's medlemslande for at beskytte andre formål. Frihandelsområder og toldunioner kritiseres ofte af frihandelstilhængerne, fordi de bremser handlen mellem området og omverdenen. Frihandel kritiseres på den anden side af modstanderne for at drive løn og arbejdsvilkår ned og ikke at lægge tilstrækkelig vægt på f.eks. beskyttelse af miljø.